# Kana (Guiaro)
Pour les articles homonymes, voir Kana (homonymie).
Kana est une commune rurale située dans le département de Guiaro de la province du Nahouri dans la région du Centre-Sud au Burkina Faso.

## Géographie
Kana est situé à 11 km au nord de Guiaro.

## Santé et éducation
Le centre de soins le plus proche de Kana est le centre de santé et de promotion sociale (CSPS) de Guiaro.